# IBM Solid Logic Technology
Solid Logic Technology (SLT) — гибридная технология компоновки микроэлектронных схем в микромодуль на основе изолированных планарных транзисторов и диодов в стеклянном корпусе, а также резисторов, которые формировались методом шелкографии на керамической подложке. IBM представила её в 1964 году в новом мейнфрейме IBM System/360. SLT заменила существовавшую ранее Standard Modular System (SMS).

## Основные сведения
Для упаковки кристалла в корпус, по технологии Solid logic (SLT), использовались дискретные кремниевые транзисторы и диоды, которые располагались на керамической подложке, а также технологии для производства высококачественных пассивных компонентов (резисторы, индуктивности и конденсаторы на керамической подложке) с жестко регламентированными допусками, для гибридных схем. Для электрического и механического соединения дискретных элементов использовался процесс пайки. Керамическая подложка, с размещенными на нем компонентами, защищалась  металлической крышкой или пластиком. В результате чего, получался микромодуль. Модули устанавливались на небольшой многослойной печатной плате.Через розетку осуществлялось подключение печатной платы c объединительной платой компьютера (модули большинства других компаний имели обратную схему включения). В результате процесс позволял, с минимальными затратами, реализовать множество универсальных, высокопроизводительных схемных модулей. Эрих Блох, инженер IBM, начал разработку миниатюрных гибридных схем Solid Logic Technology (SLT) в 1961 году, до того как компания запустила проект System/360 в 1964 году. Для производства модулей SLT компанией IBM был построен завод в East Fishkill близ Нью-Йорка. К 1966 году компания выпускала по 100 млн модулей SLT в год. В модулях реализовывалась логика И-ИЛИ-Инвертировать (AOI).
Основными особенностями использования данной технологии являются уникальная форма полупроводниковых приборов, процесс изготовления модулей, более высокая плотность схем и повышенная надежность по сравнению с более ранними технологиями корпусирования, такими как Standard Modular System (SMS). Применение технологии SLT позволило произвести одно из первых массовых применений гибридной толстопленочной технологии.
SLT использует чипы с двумя диодами и отдельные транзисторные чипы, каждый площадью около 0,025 дюйма. Чипы устанавливаются на квадратную подложку 0,5 дюйма с резисторами с шелкографией и печатными соединениями. Все заключено в квадратный модуль размером 0,5 дюйма. На каждую плату устанавливались от 6 до 36 модулей. Уровни напряжения, от низкого логического уровня до высокого, зависят от скорости в электрической цепи: 
- Высокая скорость (5-10 нс) от 0,9 до 3,0 В
- Средняя скорость (30 нс) от 0,0 до 3,0 В
- Низкая скорость (700 нс) от 0,0 до 12,0 В

- Компьютерный модуль типа SLT
- Модули SLT в клавиатуре IBM 129
- Схема размещения модулей SLT на плате

## Преимущества и недостатки использования

### Преимущества
Эта технология позволяет создать широкий диапазон размеров упаковки кристалла в корпус, которые могут быть согласованы с требованиями к применению - небольшие подложки для высокоскоростной работы (наносекундная коммутация) и высокой плотности компонентов или большие подложки для сложных подсистем.
Основными преимуществами использования являются:
1. Высокое быстродействие схемы, по сравнению с другими плоскими модулями[2].
2. Паразитные взаимодействия сводятся к минимуму (в модулях расположенных на отдельной плате).
3. Низкое энергопотребление модулей, в зависимости от сочетания рабочих напряжений, токов и тактовой частоты.
4. Высокая надежность.

### Недостатки
Недостатком является невозможность ремонта модулей SLT, в случае отказа в работе. В случае поломки неисправный модуль заменялся на новый, так как данная технология заключается в создании цельных логических модулей, без возможности их ремонта.

## Этапы производства гибридных пластин Solid Logic Technology
В галерее показаны этапы создания пластин по SLT технологии, по материалам экспозиции выставки "Mainframe Computers" в Музее истории компьютеров:
- Заготовка керамической пластины.
- Заготовка керамической пластины со схемой соединения проводников.
- Керамическая пластина со схемой соединения проводников и резистивным слоем
- Керамическая пластина c резистивным слоем и выводами
- Керамическая пластина c резистивным слоем и запаянными выводами
- В этом приспособлении резисторы увеличенного размера на пластинах SLT автоматически обрезались абразивно-струйной обработкой для получения нужного сопротивления.
- Изменение резистивного слоя, для получения необходимых значений сопротивления
- Добавление отдельных транзисторов и диодов
- Размещение в корпусе
- Все этапы производства гибридных пластин Solid Logic Technology.